# Manuel Sánchez Cuesta (periodista)
Manuel Sánchez Cuesta (Salamanca, 29 de junio de 1884-Madrid, 18 de agosto de 1939) fue un periodista español que colaboró en diversos periódicos, especialmente en El Siglo Futuro, donde empleó el seudónimo «Mirabal».

## Biografía
Hijo del periodista católico Manuel Sánchez Asensio, cursó Leyes en la Universidad, dedicándose después al periodismo. 
Comenzó trabajando en el diario Extremadura de Cáceres, donde se hicieron famosas sus crónicas literarias. Posteriormente fue reportero del Noticiero Extremeño de Badajoz. Cuando tenía 24 años fue designado director de dicho periódico, desde el que realizó violentas campañas contra el liberalismo y se hizo popular en Extremadura. Debido a su posicionamiento político antiliberal, fue combatido por la prensa contraria y amenazado en diversas ocasiones.
A principios del siglo XX se trasladó a Madrid e ingresó en la redacción de El Debate. Después fue redactor de El Correo Español. Alrededor del año 1915 pasó a El Siglo Futuro, diario en el que trabajaría hasta su desaparición en 1936. En los artículos publicados en este periódico, en los que atacó con frecuencia el parlamentarismo y defendió el tradicionalismo, empleó el seudónimo «Mirabal». Estuvo a cargo de la editorial del periódico junto con «Fabio» y de la sección Temas del momento, realizando además artículos de crítica teatral.
Intervino asimismo en varios mítines políticos junto con otras personalidades del Partido Integrista, que más adelante, durante la Segunda República, se integraría en la Comunión Tradicionalista. De acuerdo con la Enciclopedia Espasa, debido a su posicionamiento político, Sánchez Cuesta llegó a recibir varias amenazas.
Perteneció a la Agencia Prensa Asociada, que posteriormente llegaría a dirigir. Junto con Jaime Maestro, fundó en 1935 la Agencia Fides, de información periodística a provincias e inspiración tradicionalista.

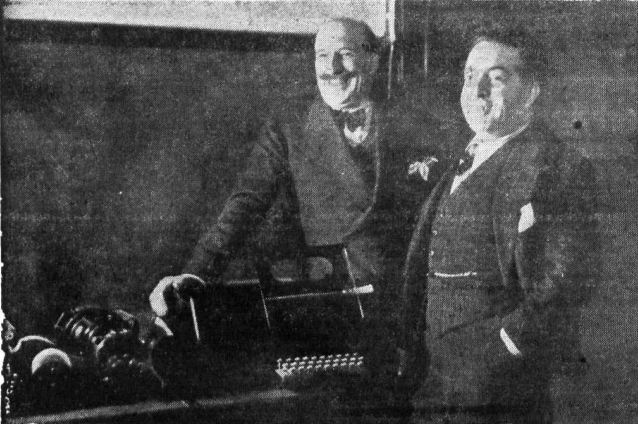
Manuel Sánchez Cuesta (izquierda) junto con Jaime Maestro, directores de la Agencia Fides (1935).

Al estallar la Guerra Civil, se encontraba en el Madrid republicano. Fue detenido y encarcelado en la prisión de Porlier. Estuvo amenazado de fusilamiento en tres ocasiones, pero este no llegó a producirse debido a su fama de hombre bueno, que hizo que le defendieran destacados periodistas republicanos. Fue liberado gracias a una orden falsificada por otro periodista y marchó al domicilio de su madre, donde fue detenido nuevamente, ingresando en la cárcel de San Antón. En los interrogatorios a los que fue sometido reconoció que era tradicionalista. Fue juzgado por un Tribunal Popular y condenado a una pena dos años y medio de prisión y la pérdida de todos los derechos civiles.
Puesto de nuevo en libertad, se refugió en una casa particular, desde la que mantuvo contacto con integrantes de la Junta Carlista en zona republicana, a los que guio y aconsejó. Cuando fue encarcelado el presidente de dicha Junta, Rafael Díaz Aguado Salaberry, ocupó el cargo de éste hasta que Madrid fue tomada por el ejército franquista. Accedió a la dirección de la agencia Faro y junto con otros miembros de la plantilla del desaparecido El Siglo Futuro, colaboró en El Alcázar, en el que creó la sección titulada Día tras día y realizó la crítica teatral.
Falleció en Madrid poco después de acabar la guerra, el 18 de agosto de 1939, a causa del cautiverio padecido durante la contienda.

## Obra
Además de su gran labor periodística, es autor de varios libros, titulados Crónicas (de tipo literario) Cáceres la romántica, Semblanza de Extremadura, Mi padre (en el que relata la vida de su padre, el periodista Manuel Sánchez Asensio) y El botones del "Ideal Concert" (obra de costumbres modernas).
Por sus obra periodística ganó varios premios en diferentes concursos, entre ellos, la pluma de oro de los Juegos Florales de Zaragoza. Se le llamó maestro de periodistas por su estilo elegante y fácil.